# Kristine Marie Jensen
Kristine Marie Jensen, mer känd i Danmark som Frøken Jensen, född 17 juli 1858 i Randers, död 7 februari 1923 i Köpenhamn, var en dansk hushållerska och kokboksförfattare. Hon är särskilt ihågkommen som författaren till den tidiga danska kokboken Frøken Jensens Kogebog ("Fröken Jensens kokbok"), som har varit populär för sina traditionella recept sedan den publicerades 1901.

## Bakgrund
Jensens kokböckers popularitet är delvis ett resultat av intresset för gastronomi i 1800-talets Danmark, vid en tid då nyttiga råvaror ännu inte hade gett vika för effekterna av industrialiseringen. Jensen var inte den första dansken som skrev en kokbok. Redan 1837 hade Anne Marie Mangor (1781–1865) gett ut sin Kogebog for smaa Husholdninger (Kokbok för små hushåll). Inspirerad av franska och internationella rätter skrev Köpenhamnsrestauratören Louise Nimb (1842–1903) den mycket framgångsrika Fru Nimbs Kogbog 1888. I början av 1890-talet, som skrev under pseudonymen Fru Constantin, började Mathilde Muus (1852–1935) också publicera sina recept i hushållningstidningar.

## Biografi

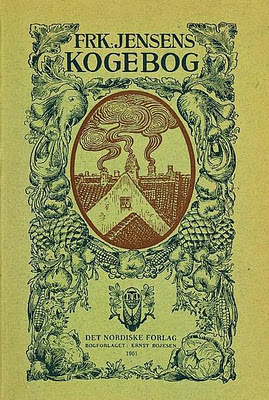
Omslag till Frk. Jensens Kogbog, 1:a upplagan

Jensen föddes den 17 juli 1858 i Randers. Hon var dotter till Christian Jensen, åkeriägare, och Petrine Sørensen. Jensen blev föräldralös vid sju års ålder och växte upp hos sin mormor. När hon lämnade skolan åkte hon till Köpenhamn, där hon gick en kurs på N. Zahles Skole innan hon tillbringade ett år i England.
År 1890 blev hon hushållerska åt Jørgen Conradt Melchior, en nybliven änkeman rektor med fem barn. Familjen bodde i Köpenhamns Nørregade, nära Melchiors skola. När skolan råkade ut för svårigheter och stängdes 1908 blev Jensen kvar som en del av familjen och fungerade som fostermor åt den yngste sonen Lauritz Melchior. Delvis tack vare hennes stöd för hans sånglektioner, skulle han senare bli en berömd operasångare.
Jensen gav ut sin första och mest kända kokbok 1901. Med titeln Frøken Jensens Kogbog (Fröken Jensens kokbok) kom den i en andra upplaga samma år. 1902 gav hon ut Frøken Jensens Syltebog (Fröken Jensens syltbok) följt av Five o'clock tea som innehöll ett antal bröd- och kakrecept som hon hade tagit med hem från England. Hon fortsatte med att ge ut Hvad skal vi ha' til Middag, 1903, Husholdningsbog, 1904, Grønt- og Frugtretter, 1906, Sommer- og Vinterdessert (Sommar- och vinterdesserter), 1916) och Svampe paa 100 Maader (Svamp på 100 sätt) 1916. Hon bidrog också med artiklar i tidningar och tidskrifter.
Frøken Jensens Kogbog anses av många danskar innehålla alla autentiska recept för traditionella rätter, såväl som för att baka bröd, kakor och kex. Den har tryckts om dussintals gånger och nya upplagor finns i de flesta danska bokhandlar idag. När danskar lagar mat för speciella tillfällen, till exempel vid jul, följer de ofta Frøken Jensens detaljerade beskrivningar. I Danmark är det bara HC Andersen som har sålt mer böcker än Frøken Jensen.
Kristine Marie Jensen dog den 7 februari 1923 i Köpenhamn. Hon är begravd på Holmens kirkegård.